# Алексей Кирдан
Алексей Аполонович Кирдан (на руски: Алексей Аполлонович Кирдан) е руски офицер, полковник. Участник в Руско-турската война от 1877 – 1878 г.

## Биография
Алексей Кирдан е роден през 1831 г. във Владимирска губерния в семейството на потомствен дворянин. Ориентира се към военното поприще. Завършва 1-ви кадетски корпус и е произведен в първо офицерско звание подпоручик с назначение в 8-и линеен Финландски батальон (1850).
Участва в Кримската война от 1853 – 1856 г. Бие се храбро при Мачин и обсадата на Силистра (1854). Командирован е в частите за охраняване на балтийското крайбрежие от английския и френския флот (1855).
Участва в Кавказката война (1859 – 1864). Назначен е за командир на 11-и стрелкови батальон от 3-та стрелкова бригада (1870).
Участва в Руско-турската война от 1877 – 1878 г. При превземането на Ловеч на 22 август 1877 г. е в състава на дясната колона с командир генерал-майор Владимир Доброволски. Загива от вражески куршум при подхода на 11-и стрелкови батальон към височина № 3 на 22 август 1877 г.
Родство – брат генерал-майор Александър Аполонович Кирдан.